# Karl August Dietzel
Karl August Dietzel, född 7 januari 1829 i Hanau, död 3 augusti 1884 i Marburg, var en tysk nationalekonom och politiker.
Dietzel blev 1856 privatdocent vid Heidelbergs universitet, 1859 vid Bonns universitet, 1863 e.o. professor i Heidelberg och 1867 ordinarie professor i nationalekonomi vid Marburgs universitet. 
Han var 1868–73 ledamot av preussiska deputeradekammaren, där han anslöt sig till anhängarna av en liberal handelspolitik. År 1874 uppträdde han i periodiska skrifter som en motståndare till den katedersocialistiska riktningen.